# Tárgykód
A számítástechnikában az objektumkód vagy az objektummodul egy assembler vagy fordítóprogram által előállított termék.
Általánosságban az objektumkód egy sor nyilatkozat vagy utasítás egy számítógépes nyelven, általában gépikódnyelven (vagyis binárisan) vagy köztes nyelven, például regiszterátviteli nyelven (RTL). A kifejezés azt jelzi, hogy a kód a fordítási folyamat célja vagy eredménye, és néhány korai forrás a forráskódot "tárgyi programként" emlegeti.

## Részletek
Az objektumfájlok pedig összekapcsolhatók végrehajtható fájl vagy könyvtárfájl létrehozása céljából. A használathoz az objektumkódot végrehajtható fájlban, könyvtárfájlban vagy objektumfájlban kell elhelyezni.
Az objektumkód egy olyan gépikódrészlet, amely még nincs összekapcsolva egy teljes programba. Ez a gépi kód egy adott könyvtár vagy modul kódja, amely a kész termék része lesz. Tartalmazhat helykitöltőket vagy eltolásokat is, amelyek nem találhatók meg a teljes program gépi kódjában, és amelyeket a linkelő fog használni az összekapcsoláshoz. Míg a gépi kód bináris kód, amelyet közvetlenül a CPU képes végrehajtani, az objektumkód tartalmazza az ugrásokat és az intermoduláris hivatkozásokat, amelyek részben paraméterezve vannak, hogy a linkelő kitölthesse őket. Az objektumfájl úgy van feltételezve, hogy egy meghatározott memóriahelyről kezdődik, gyakran nulláról. Tartalmaz információkat az utasításokról, amelyek memóriareferenciát tartalmaznak, hogy a linkelő áthelyezhesse a kódot, amikor több objektumfájlt egyetlen programba egyesít.
Az assembler segítségével az összeállítási kódot gépi kóddá (objektumkód) alakítják át. A linker több objektum- (és könyvtár-) fájlt összekapcsol a végrehajtható fájl létrehozásához. Az összeállítók (és egyes fordítók) közvetlenül gépi kódba is összeállíthatnak, hogy végrehajtható fájlokat hozzanak létre az objektum közvetítő lépése nélkül.

## Fordítás
Ez a szócikk részben vagy egészben  az   Object code című angol Wikipédia-szócikk ezen változatának fordításán alapul.  Az eredeti cikk szerkesztőit annak laptörténete sorolja fel. Ez a jelzés csupán a megfogalmazás eredetét és a szerzői jogokat jelzi, nem szolgál a cikkben szereplő információk forrásmegjelöléseként.